# Липки (Ярославская область)
Липки — деревня на территории Николо-Кормской сельской администрации Покровского сельского поселения Рыбинского района Ярославской области .
Деревня, вместе с парной деревней Чайлово (удалены примерно на 500 м) расположена на расстоянии около 3 км от автомобильной дороги Р104 на участке Углич-Рыбинск, на юго-восток от стоящего на дороге села Никольское. Чайлово и Липки расположены в окружении лесов. Дорога к ним идёт на юго-восток от северо-восточной окраины села Никольского, по правому берегу реки Корма, проходит мимо деревни Григорково, пересекает приток Кормы Крюковку и далее следует по левому берегу Крюковки. От Липовки дорога идёт на восток на Мешково и к посёлку Великий Мох. Отсутствие транспортного сообщения с этим посёлком представляет серьёзную проблему, планируется строительство новой дороги на Великий Мох через Мешково и Липки. Это позволяет частично использовать уже существующие на этом направлении участки дорог .
Деревня Липки указана на плане Генерального межевания Рыбинского уезда 1792 года. 
На 1 января 2007 года в деревне проживало 2 человека. . 
Транспортная связь по дороге Р-104, автобус связывает деревню с Рыбинском, Мышкиным и Угличем. Администрация сельского поселения и центр врача общей практики находится в посёлке Искра Октября, почтовое отделение в селе Покров  (оба по дороге в сторону Рыбинска).